# Ячменёв, Леонид Александрович
Леони́д Алекса́ндрович Ячменёв (21 января 1938, Большеречье, Омская область, РСФСР, СССР – 18 февраля 2021, Новосибирск, Россия) — советский и российский баскетбольный тренер. Возглавлял женскую сборную СССР. Заслуженный тренер СССР.
В 1973 году окончил Омский институт физической культуры.

## Биография
В 1976 году возглавил новосибирский женский клуб «Динамо».
С 1981 по 1983 год трижды приводил команду к бронзовым медалям чемпионата СССР, в 1985 «Динамо» заняло второе место, а с 1986 по 1988 трижды подряд выиграло чемпионат. Также «Динамо» в 1986 году стало обладателем Кубка Ронкетти.
Женская сборная СССР под руководством Ячменёва заняла второе место на чемпионате мира 1986, выиграла чемпионат Европы 1987 и завоевала бронзовые медали Олимпийских игр 1988.
Похоронен на Заельцовское кладбище Новосибирска (квартал 82н).